# Фоули, Роберт Франклин
Роберт Франклин Фоули (англ. Robert Franklin Foley; род. 30 мая 1941) — генерал-лейтенант армии США в отставке., участник Вьетнамской войны. Удостоился высшей американской награды — медали Почёта за предводительство своим отрядом в ходе штурма хорошо укреплённой вражеской позиции 5 ноября 1966 года в рамках операции «Этлборо».

## Биография

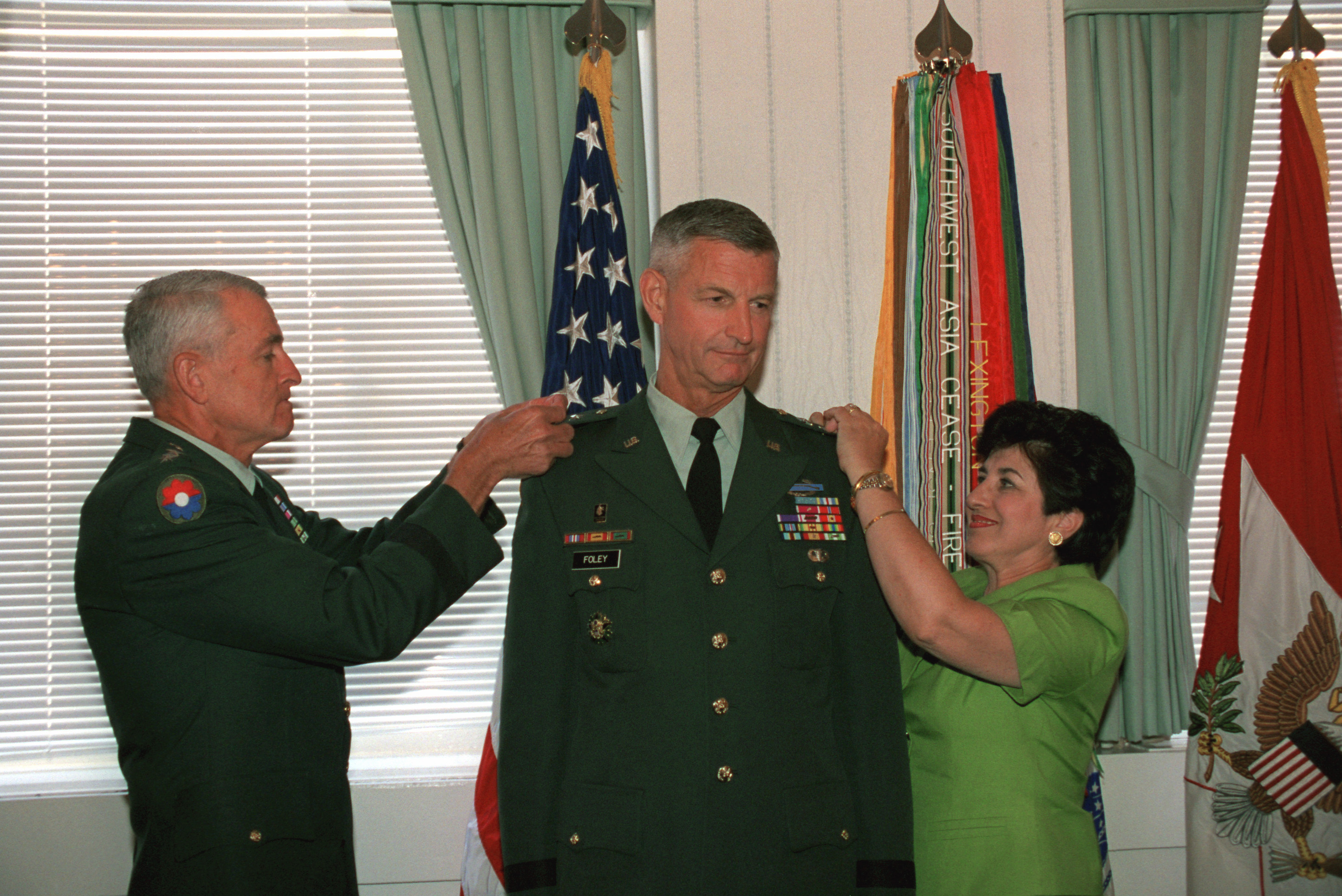
Генерал-майор Фарли принимает звание генерал-лейтенанта, 5 августа 1998 года.

Окончил в 1963 военную академию в г. Уэст–Пойнт и стал офицером пехоты. В ходе 37 лет службы занимал различные командные  штабные посты. Получил степень магистра по управлению бизнесом университета Фарли-Дикинсон.
Командовал ротой А второго батальона 27-го пехотного полка 25-й пехотной дивизии в Южном Вьетнаме, батальоном и бригадой 3-й пехотной дивизии в западной Германии. Возглавлял штаб 7-й лёгкой пехотной дивизии в Форт-Орд, штат Калифорния, занимал посты старшего помощника заместителя министра армии по личному составу и резерву, заместителя командира второй пехотной дивизии, коменданта кадетов военной академии в Уэст-Пойнте, Нью-Йорк, заместителя командующего второй армии в Форт-Гиллеме, штат Джорджия, командующего военным армейским округом Вашингтон, командующего пятой армией в Форт Сэм Хьюстон, штат Техас.
После отставки Фоули занимал пост президента военного института Марион в г. Марион, штат Алабама, до своей отставки в конце академического года 2003–2004. Во время его нахождения на посту школа продемонстрировала потрясающий рост и получила признание как в штате Алабама так и по стране. 1 октября 2005 года Фоули стал директором организации Army Emergency Relief.

## Наградная цитата к медали Почёта
За выдающуюся храбрость и отвагу проявленные в бою с риском для жизни при выполнении и перевыполнении долга службы. Рота капитана Фоули получила приказ выручить другую роту батальона. Двигаясь через густые джунгли рота А наткнулась на сильный вражеский отряд, занимавший хорошо замаскированные оборонительные позиции. Передовые отделения роты понесли потери. Капитан Фоули немедленно бросился вперёд к участку наиболее ожесточённого боя, чтобы руководить действиями роты. Направив один взвод на фланг, он возглавил два других взвода и атаковал противника под плотным огнём. В ходе боя оба радиста, сопровождавшие его получили ранения. С большим риском для себя он презирая убийственный огонь врага помог выбраться раненым радистам к позиции где они смогли получить медицинскую помощь. Когда он снова выдвинулся вперёд, один из его пулемётчиков получил ранение. Завладев его оружием, он бросился вперёд, стреляя из пулемёта, выкрикивая приказы и сплачивая своих людей, тем самым поддерживая темп атаки. Находясь под всё усиливающимся вражеским огнём, он приказал своему заместителю найти укрытие и продолжил наступать, стреляя из пулемёта, пока раненые не были эвакуированы, и можно было возобновить атаку на этом участке. Когда атака на другом фланге была остановлена фанатичной обороной противника, капитан Фоули переместился туда, чтобы лично командовать в этот критический момент боя. В ходе возобновившегося наступления он был сбит с ног и ранен взрывом вражеской гранаты. Несмотря на болезненные ранения, он отказался от медицинской помощи он продолжил атаковать в первых рядах вражеское укрепление. Он возглавил атаку на несколько вражеских орудийных позиций и в одиночку уничтожил три из них. Его выдающееся лидерство под плотным вражеским огнём во время ожесточённой битвы продлившейся несколько часов вдохновило его людей на героические действия и стало ключом итогового успеха операции. Своим величественным мужеством, самоотверженной заботой о людях и профессиональным мастерством капитан Фоули заслужил высочайшую славу для себя и армии США.
Оригинальный текст (англ.)For conspicuous gallantry and intrepidity in action at the risk of his life above and beyond the call of duty. Capt. Foley's company was ordered to extricate another company of the battalion. Moving through the dense jungle to aid the besieged unit, Company A encountered a strong enemy force occupying well concealed, defensive positions, and the company's leading element quickly sustained several casualties. Capt. Foley immediately ran forward to the scene of the most intense action to direct the company's efforts. Deploying 1 platoon on the flank, he led the other 2 platoons in an attack on the enemy in the face of intense fire. During this action both radio operators accompanying him were wounded. At grave risk to himself he defied the enemy's murderous fire, and helped the wounded operators to a position where they could receive medical care. As he moved forward again 1 of his machine gun crews was wounded. Seizing the weapon, he charged forward firing the machine gun, shouting orders and rallying his men, thus maintaining the momentum of the attack. Under increasingly heavy enemy fire he ordered his assistant to take cover and, alone, Capt. Foley continued to advance firing the machine gun until the wounded had been evacuated and the attack in this area could be resumed. When movement on the other flank was halted by the enemy's fanatical defense, Capt. Foley moved to personally direct this critical phase of the battle. Leading the renewed effort he was blown off his feet and wounded by an enemy grenade. Despite his painful wounds he refused medical aid and persevered in the forefront of the attack on the enemy redoubt. He led the assault on several enemy gun emplacements and, single-handedly, destroyed 3 such positions. His outstanding personal leadership under intense enemy fire during the fierce battle which lasted for several hours, inspired his men to heroic efforts and was instrumental in the ultimate success of the operation. Capt. Foley's magnificent courage, selfless concern for his men and professional skill reflect the utmost credit upon himself and the U.S. Army.— 

## Награды и знаки отличия
Фоули получил следующие награды: медаль Почёта, две армейские медали «За выдающуюся службу», медаль «За отличную службу», шесть орденов «Легион почёта», медаль «Бронзовая звезда», медаль «Пурпурное сердце», пять медалей «За похвальную службу»
|  |  |  |

| Бронзовый пучок дубовых листьев | |                            |
|                                 | Серебряный пучок дубовых листьев |                            |
|                                 | Бронзовый пучок дубовых листьев · Бронзовый пучок дубовых листьев · Бронзовый пучок дубовых листьев · Бронзовый пучок дубовых листьев | Бронзовая звезда за службу |
|                                 | |                            |
|                                 | Серебряная звезда повторного награждения                                                                                              |                            |
|                                 | |                            |
|                                 | |                            |
|                                 | |                            |